# Montenois
Montenois är en kommun i departementet Doubs i regionen Bourgogne-Franche-Comté i östra Frankrike. Kommunen ligger i kantonen L'Isle-sur-le-Doubs som tillhör arrondissementet Montbéliard. År 2022 hade Montenois 1 394 invånare.

## Befolkningsutveckling
Antalet invånare i kommunen Montenois
Referens:INSEE